# 윤용일 (축구 선수)
윤용일(1988년 7월 31일~)은 조선민주주의인민공화국의 축구 선수로, 포지션은 미드필더이다.